# Базальт
База́льт (англ. basalt, basaltic rocks, нім. Basalt, пол. bazalt) — найпоширеніша гірська порода, основна порода дна океану, складається з плагіоклазу і містить відносно небагато кремнію (менше 50%). Зазвичай темно-сірого кольору, але може бути зеленим, коричневим або чорним.

## Загальний опис

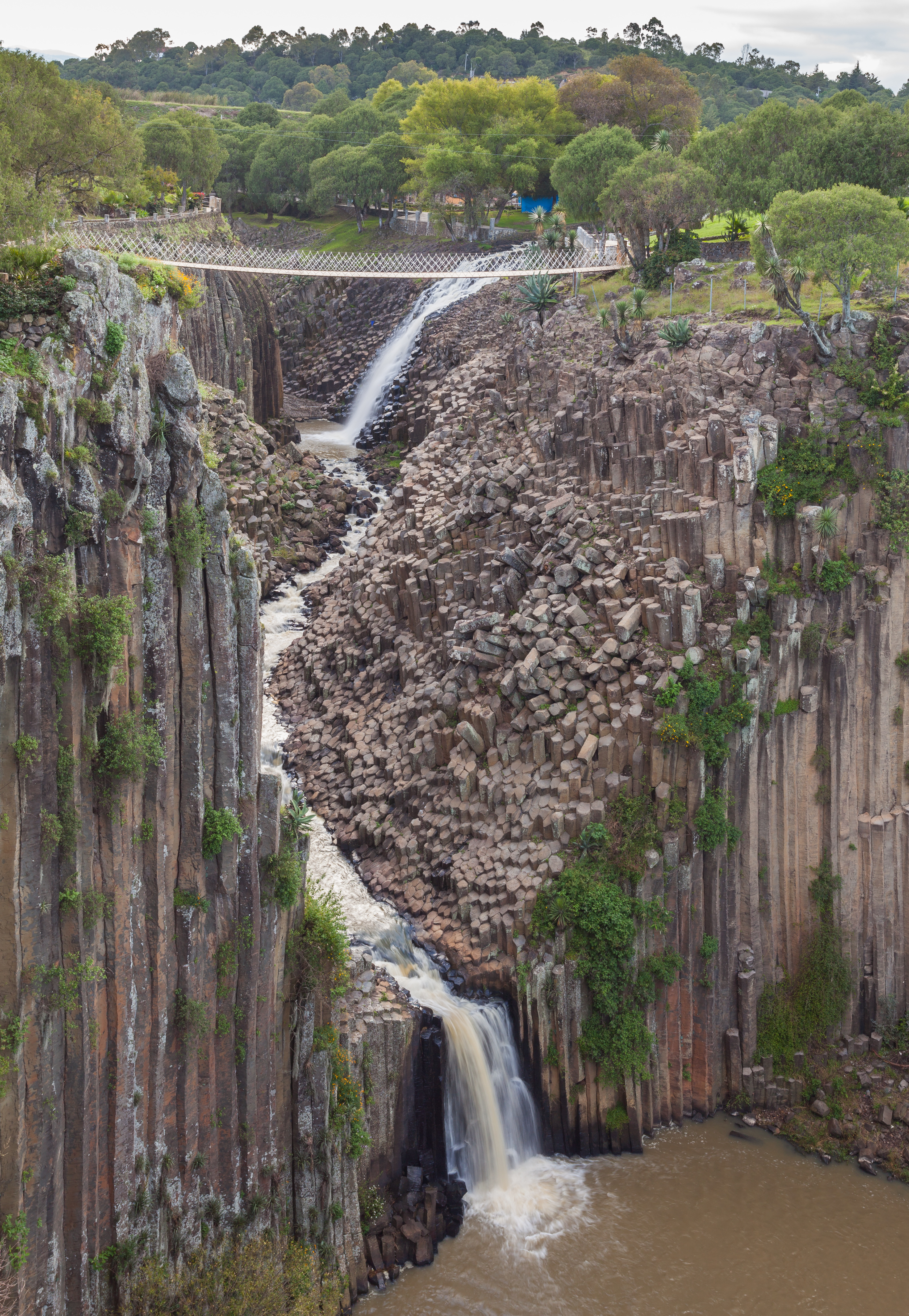
Пейзаж водоспаду з уступу, поблизу, Мексиканських Сполучених Штатів

Базальт — виливна кайнотипна осно́вна гірська порода. 
Текстура масивна чи пориста. Ефузивний аналог габро. Складається переважно з осно́вного плагіоклазу, моноклінного піроксену, олівіну, вулканічного скла і акцесорних мінералів — магнетиту, ільменіту, апатиту та ін. Структури базальту — інтерсертальна, афірова, рідше — гіалопілітова. 
Залежно від крупності зерна розрізняють: 
- найбільш грубозернистий — долерит,
- дрібнозернистий — анамезит,
- тонкозернистий — власне базальт.

Палеотипні відповідники базальту — діабази. Густина базальту — 2,52–2,97 г/см³. Середній хімічний склад базальту за Р. Делі (%):
| Сполука | Вміст, % |
| ------- | -------- |
| SiO2    | 49,06    |
| Al2O3   | 15,70    |
| K2О     | 1,52     |
| Na2O    | 3,11     |
| CaO     | 8,95     |
| FeO     | 6,37     |
| Fe2О3   | 5,38     |
| MgO     | 6,17     |
| Н2О     | 1,62     |
| TiO2    | 1,36     |
| P2О5    | 0,45     |
| MnO     | 0,31     |

Вміст SiO2 в базальті коливається від 44 до 53,5%.

## Різновиди та поширення

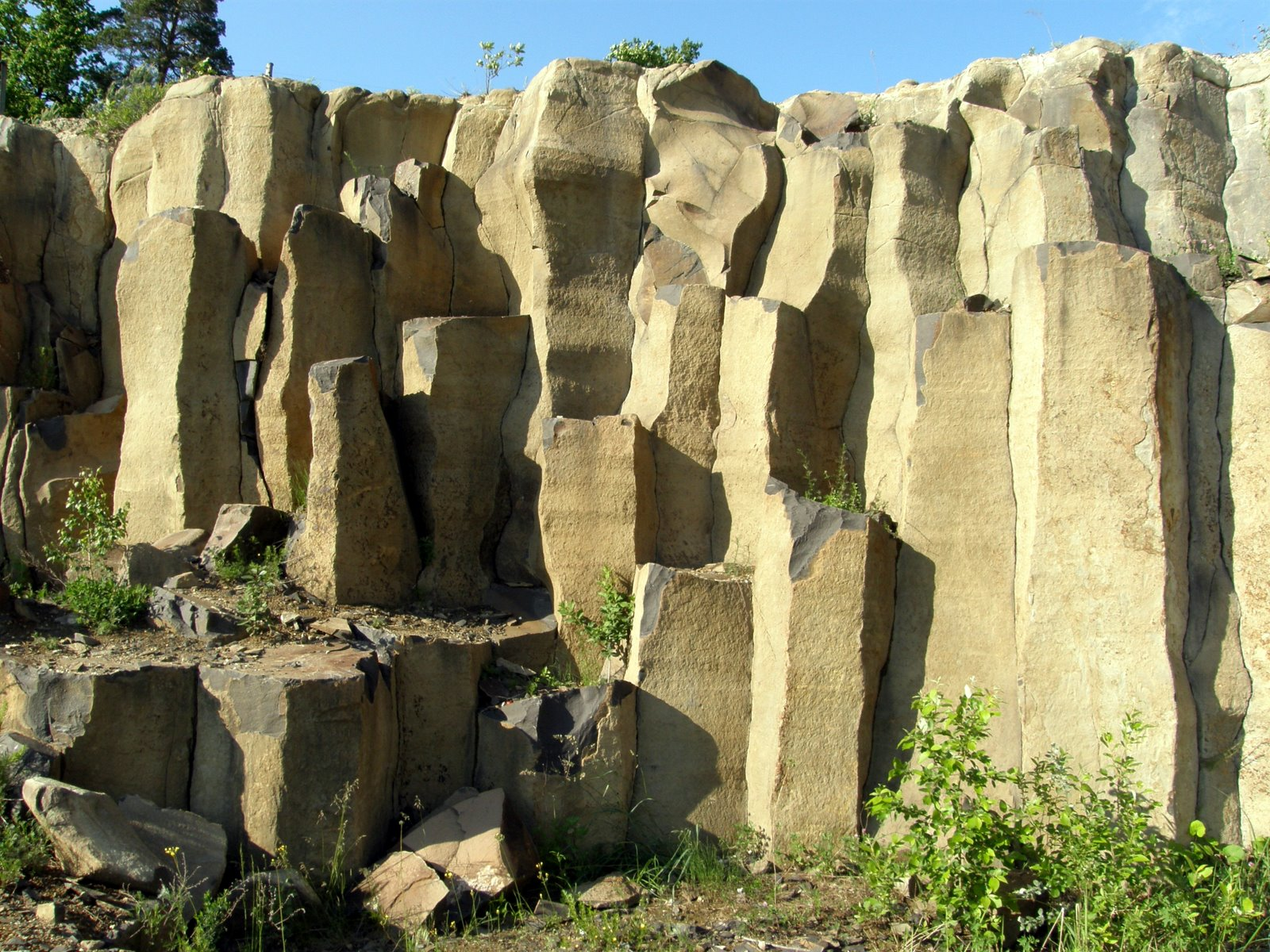
Село Базальтове. Базальтовий кар’єр

За хімічним і мінеральним складом виділяють такі базальти: олівінові ненасичені кремнеземом (SiO2 близько 45%) і безолівінові (SiO2 близько 50%) толеїтові базальти. Фізико-механічні властивості базальтів дуже різні, що пояснюється різною їх пористістю. Толеїтові базальти займають обширні площі на платформах (трапові формації Сибіру, Південної Америки, Індії). З породами траппової формації пов'язані родовищ руд заліза, нікелю, платини, ісландського шпату (Сибір). В мигдалевокам'яних базальтових порфіритах району Верхнього озера в США відомі родовища самородної міді. Родовища базальту зосереджені у Вірменії, Східної Сибіру, на Далекому Сході. Базальтові покриви у східних районах США утворюють великі родовища в штаті Нью-Йорк, Нью-Джерсі, Пенсільванія, Коннектикут. В Україні базальт поширений у Рівненській, Закарпатській і Донецькій областях.

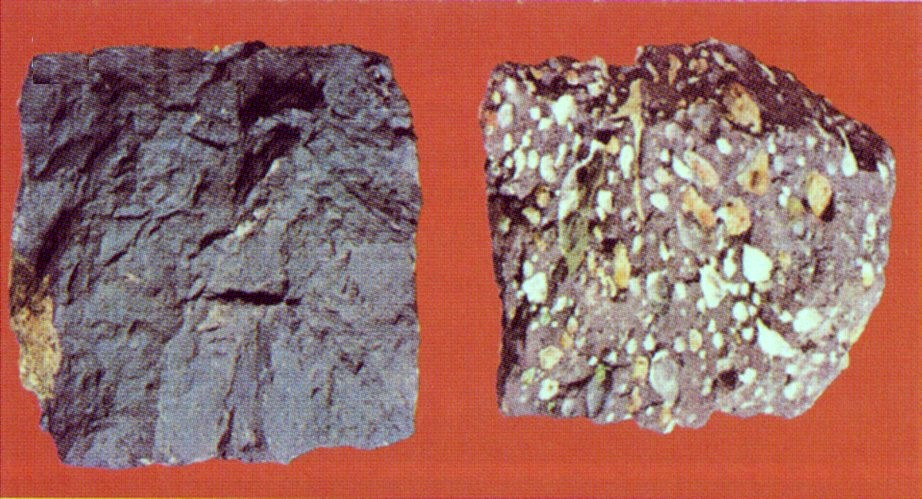
Базальт і метабазальт

## Використання
Як міцна гірська порода базальт використовується в будівництві і є сировиною для кам’яного литва, що застосовується як кислототривкий матеріал у хімічній промисловості.

## Галерея

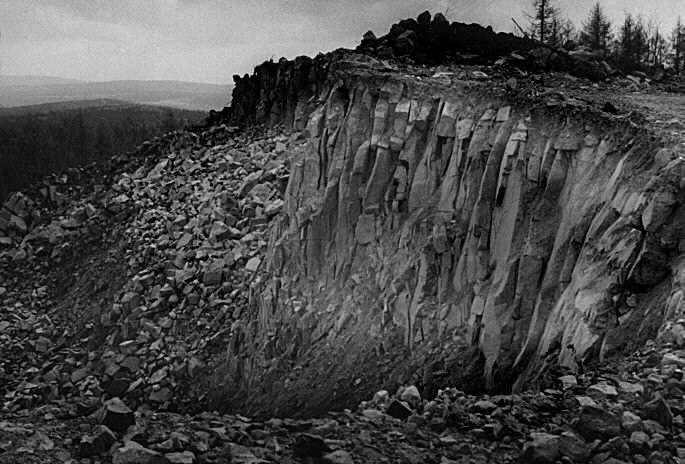
Базальтова каменоломня у північно-східній Баварії
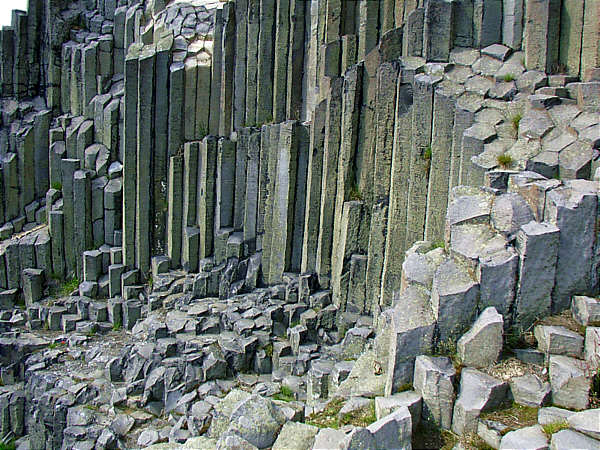
Базальт: Herrenhausfelsen (Panska Skala) біля Kamenický Šenov/Steinschönau, Лужицькі гори в  Чехії
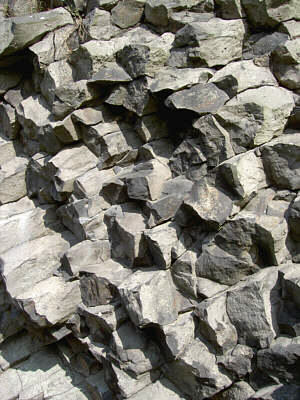
Базальтові колони біля містечка Паркштайн у північно-східній Баварії
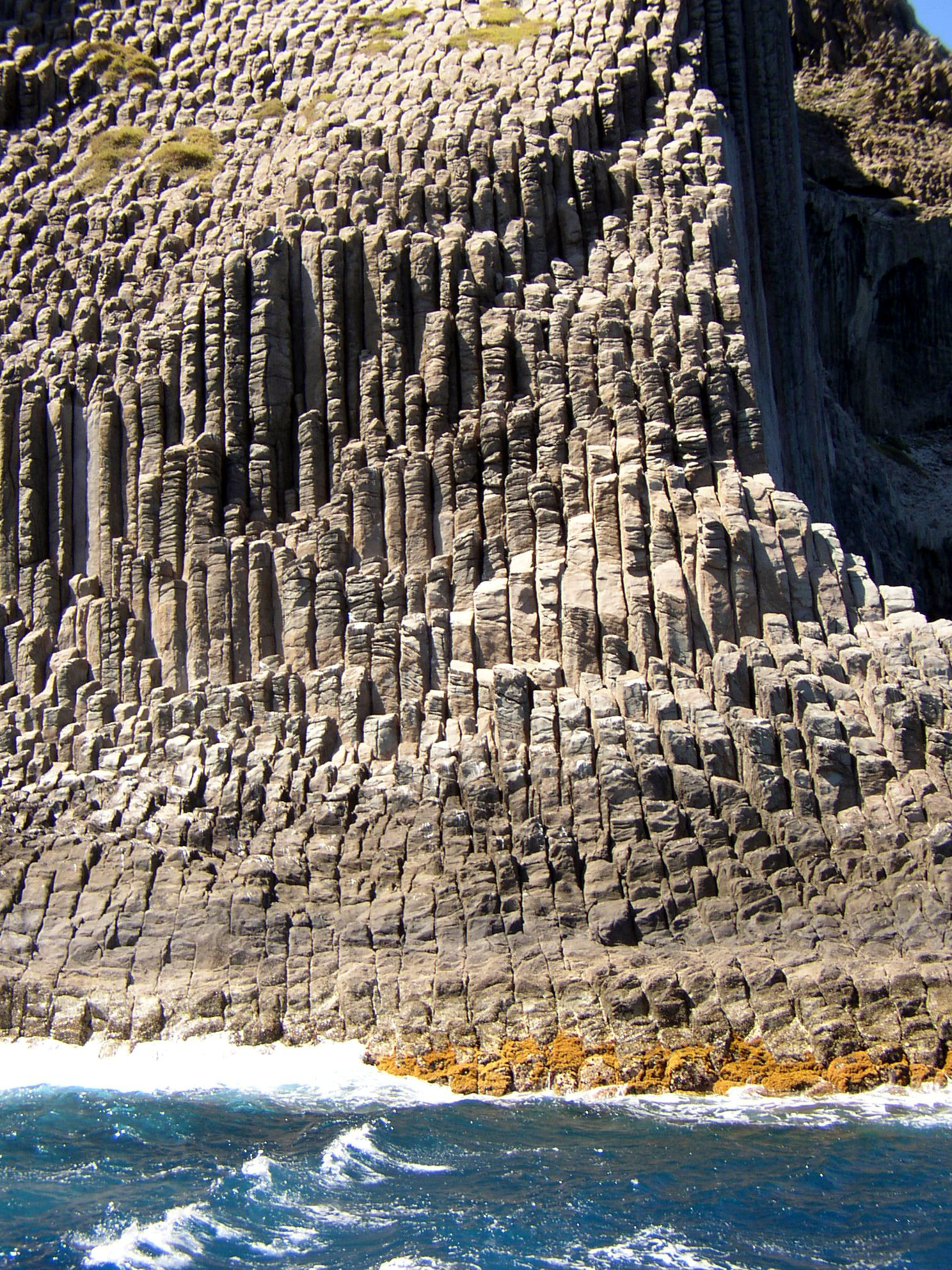
Лос Органос: Базальтові колони на острові Ла Гомера, Канарські острови, Іспанія
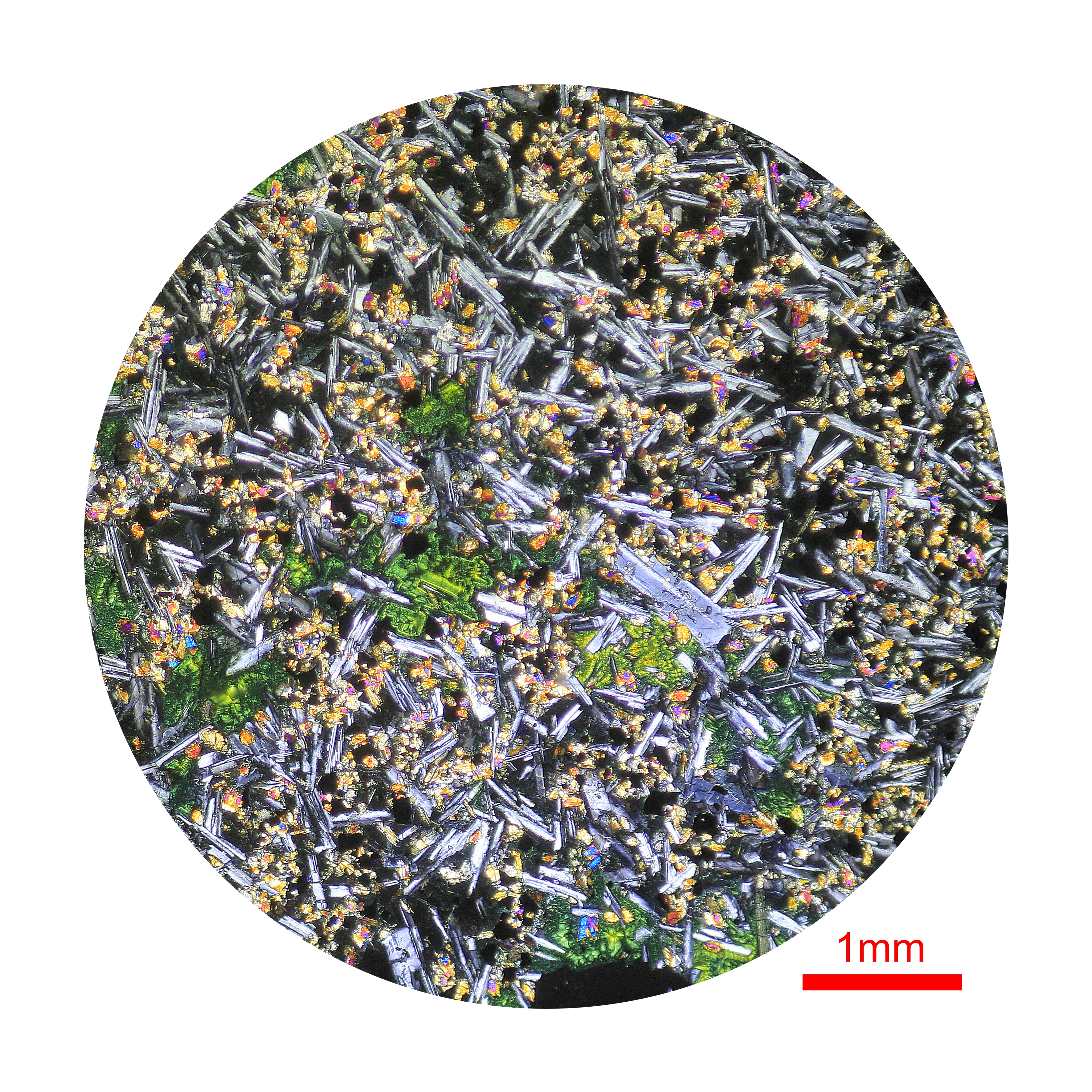
Зразок із верхньої частини лавового потоку базальтового кар'єру "Базальтові стовпи" (Волинь)
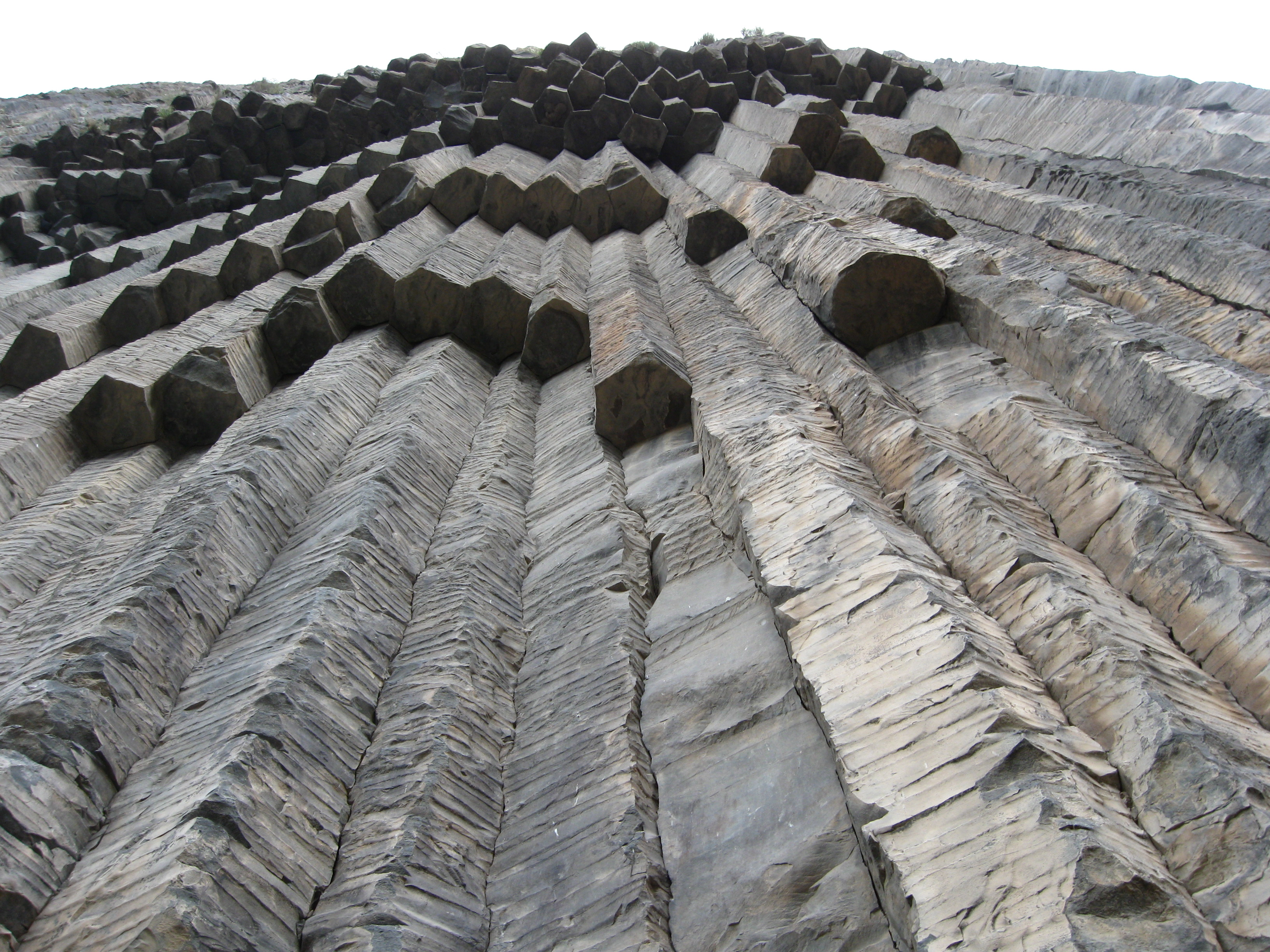
Базальтова окремість, Вірменія. Ущелина Гарні.